# باشگاه ورزشی الرمثا
باشگاه ورزشی الرمثا (انگلیسی: Al-Ramtha SC) یک باشگاه فوتبال از اردن است که در شهر رمثا استان اربد قرار دارد. 